# Xã Griffin, Quận Pope, Arkansas
Xã Griffin (tiếng Anh: Griffin Township) là một xã thuộc quận Pope, tiểu bang Arkansas, Hoa Kỳ. Năm 2010, dân số của xã này là 839 người.